# デヴィッド・ヘネシー (政治家)

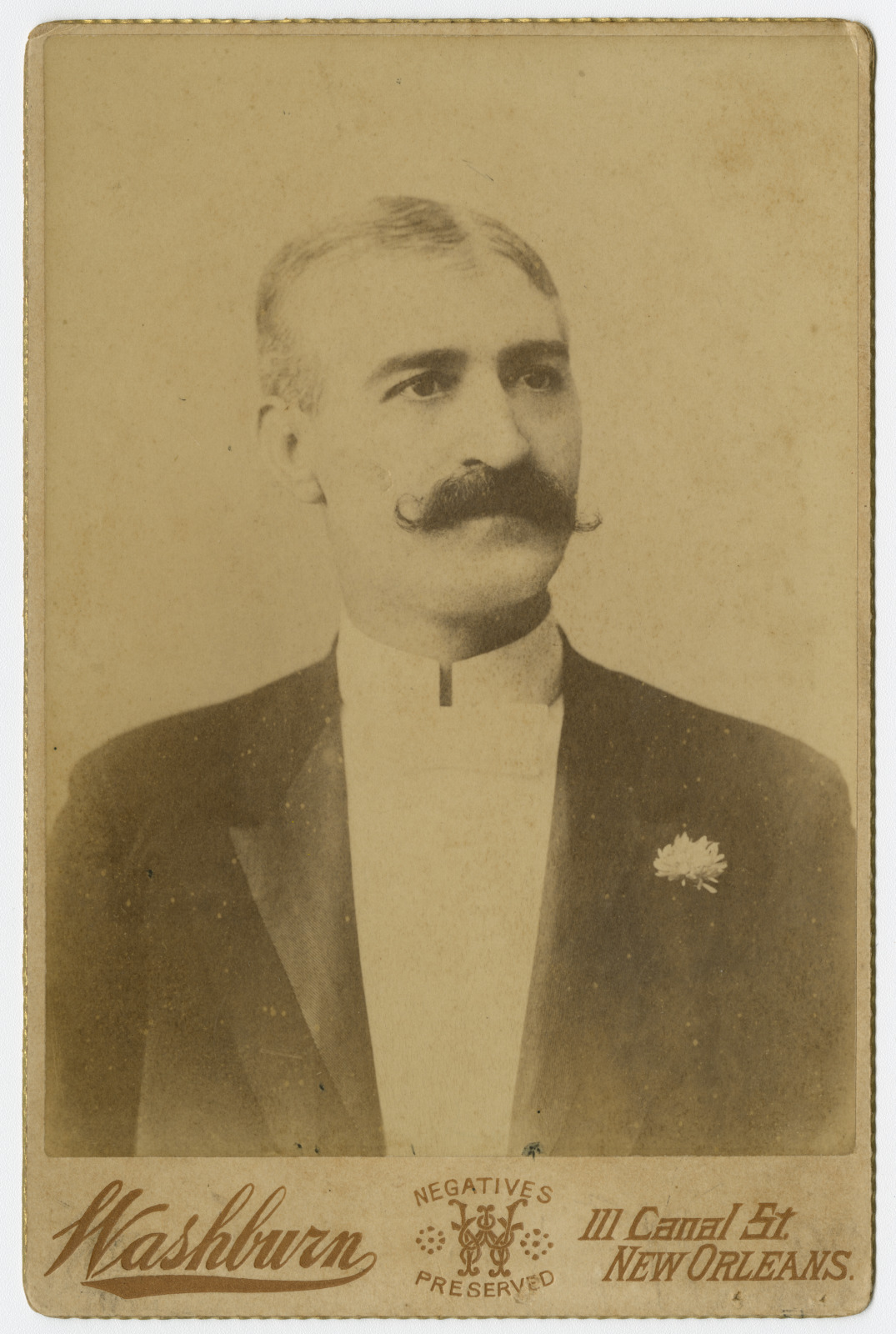
デヴィッド・C・ヘネシー

デヴィッド・C・ヘネシー（David C. Hennessy、1858年 - 1890年10月16日）は、アメリカ合衆国ルイジアナ州ニューオーリンズの警察署長。彼は1881年に悪名高いイタリア人の強盗であるジュゼッペ・エスポジートを逮捕したことで名をあげた。1888年にニューオーリンズの警察署長に昇進し地域の信頼を得たが、何者かに暗殺された。

## プロフィール

### 前史
デヴィッド・C・ヘネシーは1858年にデヴィッド・ヘネシー・シニアとマーガレットとの間に生まれた。ヘネシー・シニアは南北戦争で北軍の騎兵隊に参加した軍人であり、戦後にルイジアナ州の警察官に任官した。この任務はアメリカ合衆国憲法修正第15条に基づき、白人至上主義者からアフリカ系アメリカ人の投票権を保護するために招集されたと考えられている。ヘネシー・シニアはヘネシーが11歳の時にアーサー・ゲランなる同僚に殺害された。

### 警察官として
ヘネシーは1870年に警察官に任官した。10代ながら2人の大人の泥棒を素手で叩きのめして警察署に連行するなどの活躍を見せ、20歳で刑事になった。
1881年にはいとこであるマイケル・ヘネシーと共にイタリア人の凶悪犯であるジュゼッペ・エスポジートを逮捕した。エスポジートはイギリス人の旅行者を誘拐して耳を切り落とし、数えきれない犯罪を犯してアメリカに逃亡しイタリアから指名手配されていた。エスポジートは逮捕後にイタリアに送還され、終身刑に処されたという。
1882年にヘネシーはニューオーリンズ警察の刑事部長であるトーマス・デブロー殺害の罪に問われた。ヘネシーとデブローは次期警察署長の有力候補であった。ヘネシーは正当防衛を主張し無罪となったがニューオリンズ警察を辞職した。その後は民間の警備会社に就職し、1884から1885年にかけて行われたニューオーリンズワールドフェアの警備を監督した。ニューヨーク・タイムズによるとヘネシーの部下たちは精悍であり、非常に優秀だったという。
1888年にジョセフ・Ａ・シェークスピアがニューオーリンズ市長に就任し、ヘネシーは警察機構の効率化を期待されてニューオーリンズ警察署長に早速任命された。地元の新聞によると、非効率で腐敗していた警察機構がヘネシーの監督下で改善し始めたという。

### 暗殺
1890年10月15日の夕方、ヘネシーは帰宅中に複数の殺し屋に銃撃された。ヘネシーも反撃して犯人を追跡したが意識を失った。同僚の警察官や友人によると病院で意識を取り戻したヘネシーは「ダゴ」（イタリア系アメリカ人に対する蔑称）という言葉を呟いたが、殺し屋の氏名は口にしなかったと伝えられている。翌日に昏睡状態に陥り死亡した。
ニューオーリンズでは港湾事業に関連するビジネスを巡って2つのファミリーが対立しており、ヘネシーは一方のファミリーのメンバーを刑務所送りにしたが、複数の報告書によるとヘネシーは裁判の流れを覆す新しい証拠を握っていたという。いずれにせよヘネシー暗殺犯は「イタリア人」と信じられており、地元の新聞も「イタリア人による殺人」を非難した。

### その後の裁判
ヘネシーはニューオーリンズで非常に人気があり、殺人犯逮捕に対する警察当局へのプレッシャーは凄まじかった。結局19人のイタリア系住民が殺人罪で逮捕され、9人の裁判が1891年の3月に始まったが、無罪判決や審理無効の連発は地域の人民を激怒させた。3月14日に暴徒と化した一部の者は刑務所の扉を叩き壊し、収監されていた11人のイタリア人をリンチして殺害した（リンチした人物は誰も逮捕されなかった）。この1891年3月14日のリンチ事件 (March 14, 1891 lynchings) はアメリカ合衆国史上最悪のリンチ事件として記録されており、アメリカとイタリアの国際関係を緊迫させたが結局金で解決されることになった。